# Fannie Ward
Fannie Ward, de son vrai nom Fannie Buchanan est une actrice américaine de théâtre et de cinéma muet née le 22 février 1872 à Saint-Louis dans le Missouri et morte le 27 janvier 1952 dans son appartement de Park Avenue à New York. Fannie Ward est surtout connue pour son rôle comique dans le film Forfaiture (The Cheat), un film à forte connotation sexuelle sorti en 1915 de Cecil B. DeMille. Son apparence sans âge la conduit vers la célébrité. La nécrologie 28 janvier 1952 du New York Times la décrivit comme étant « une actrice qui n'a jamais quitté le haut de l'affiche dans son métier » et qui « se consacrait sans relâche à paraître éternellement jeune, une habitude qui la rendit célèbre,. »

## Biographie
Fannie Buchanan et son frère Benton sont les enfants de John Buchanan, marchand en mercerie, et sa femme Eliza.

### Carrière
Fannie Ward débuta sur scène en 1890 comme ange de l'amour dans Pippino avec Eddie Foy. Elle venait à New York pour devenir une actrice célèbre. En 1894, elle s'embarqua pour Londres, elle obtint un petit rôle dans The Shop Girl qui lui valut de bonnes critiques allant jusqu'à la comparer à Maude Adams. En 1898, cependant, elle épouse un riche marchand de diamants et prêteur d'argent, après quoi elle se retira de la scène. Elle se remit à jouer en 1905, à la suite de plusieurs affaires infructueuses de son mari qui le rendirent, pour citer un journal économique, « pratiquement sans le sou. »
En 1915, alors que la carrière de Fannie Ward s'essouffle, le réalisateur et producteur Cecil B. DeMille parvient à la convaincre de tourner dans Forfaiture (The Cheat), un mélodrame muet avec une vedette japonaise, l'acteur Sessue Hayakawa. Le film fit sensation grâce à l'association des thèmes de rencontre ethnique et des connotations sexuelles : Fannie Ward incarne une femme du monde qui détourne de l'argent à l'aide d'un trafiquant d'ivoire, ce qui entraîne des conséquences douloureuses. Le film lança la carrière de Cecil B. DeMille et de Hayakawa qui devint la première star du cinéma hollywoodien.
En 1926, elle commercialisa son image de jeunesse éternelle en ouvrant une boutique de beauté à Paris, The Fountain of Youth (La Fontaine de jouvence).

### Mariages
Fannie Ward se maria deux fois. La première fois en 1898 avec Joseph Lewis, un prêteur d'argent et marchand de diamants britannique. Elle divorça en 1913. Puis en 1914 avec Jack Dean, un acteur qui joua avec Fannie Ward dans de nombreuses pièces et de nombreux films.
Fannie Ward n'aura eu qu'une fille, Dorothé Mabel Lewis, née de sa liaison avec Charles Vane-Tempest-Stewart (7e marquis de Londonderry).

### Décès
Fannie Ward fut retrouvée inconsciente dans son appartement de Park Avenue, New York, le 25 janvier 1952. Sa perte de connaissance est liée à un AVC et entraînant son décès deux jours plus tard, le 27 janvier.

## Filmographie

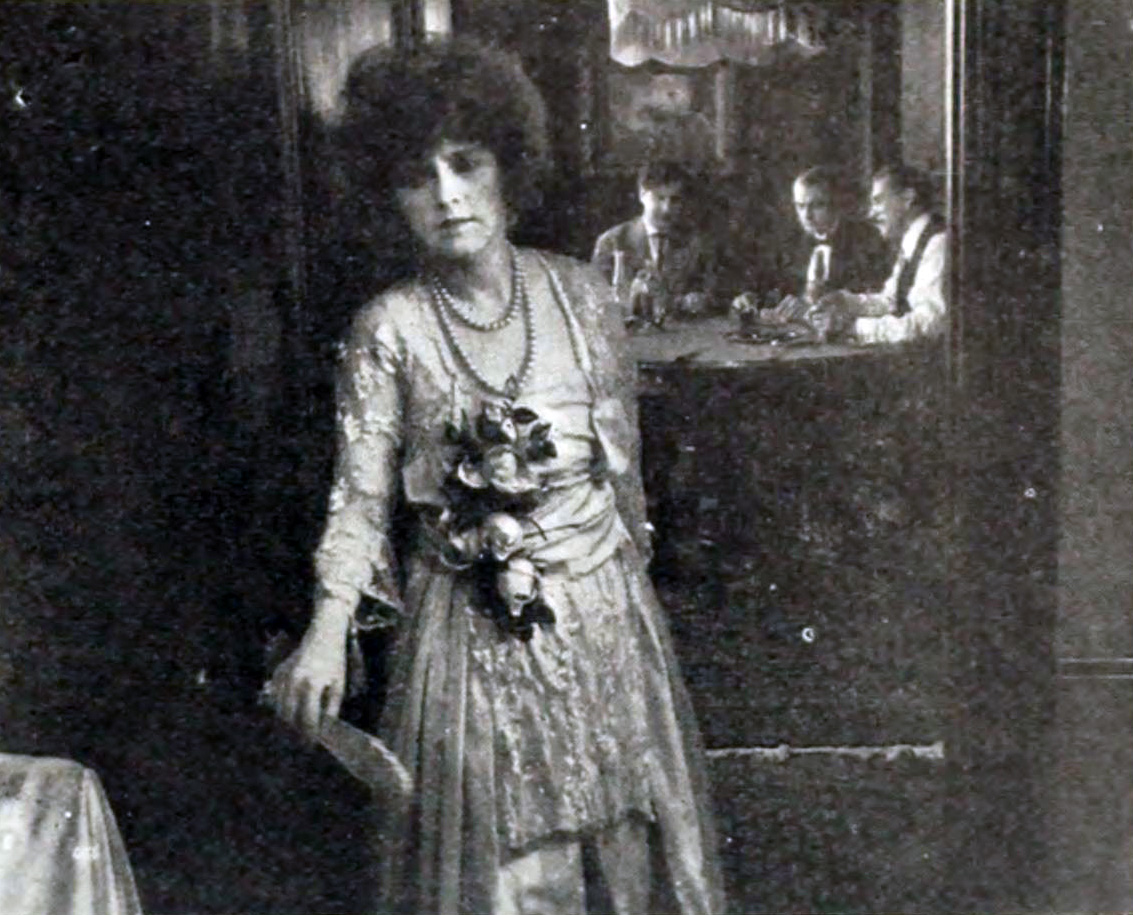
A Gutter Magdalene (1916)

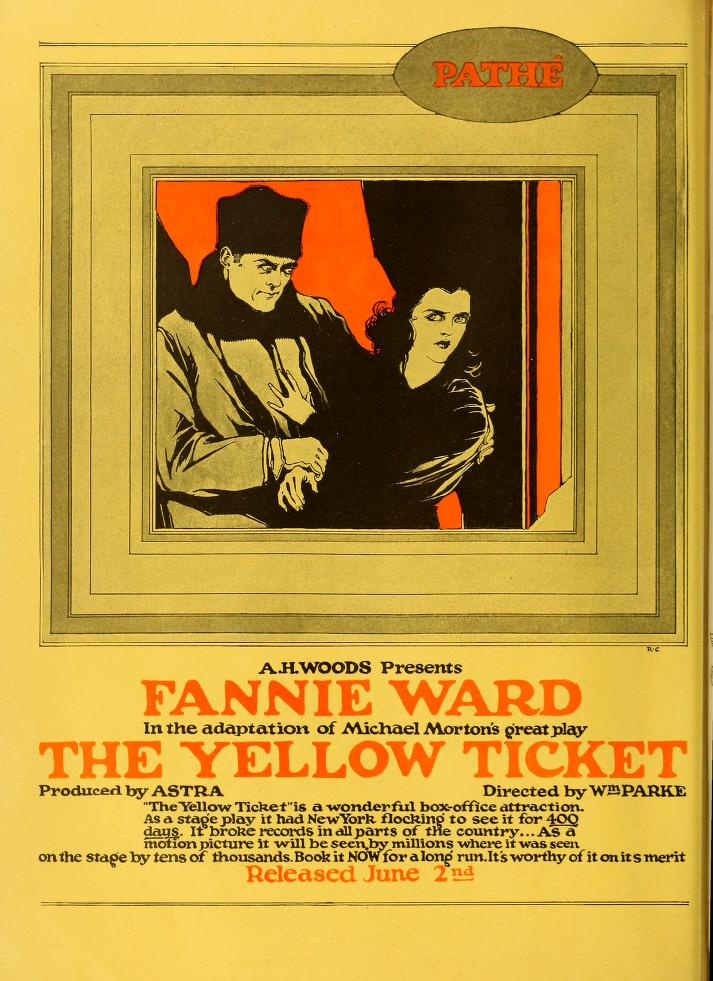
The Yellow Ticket, 1918

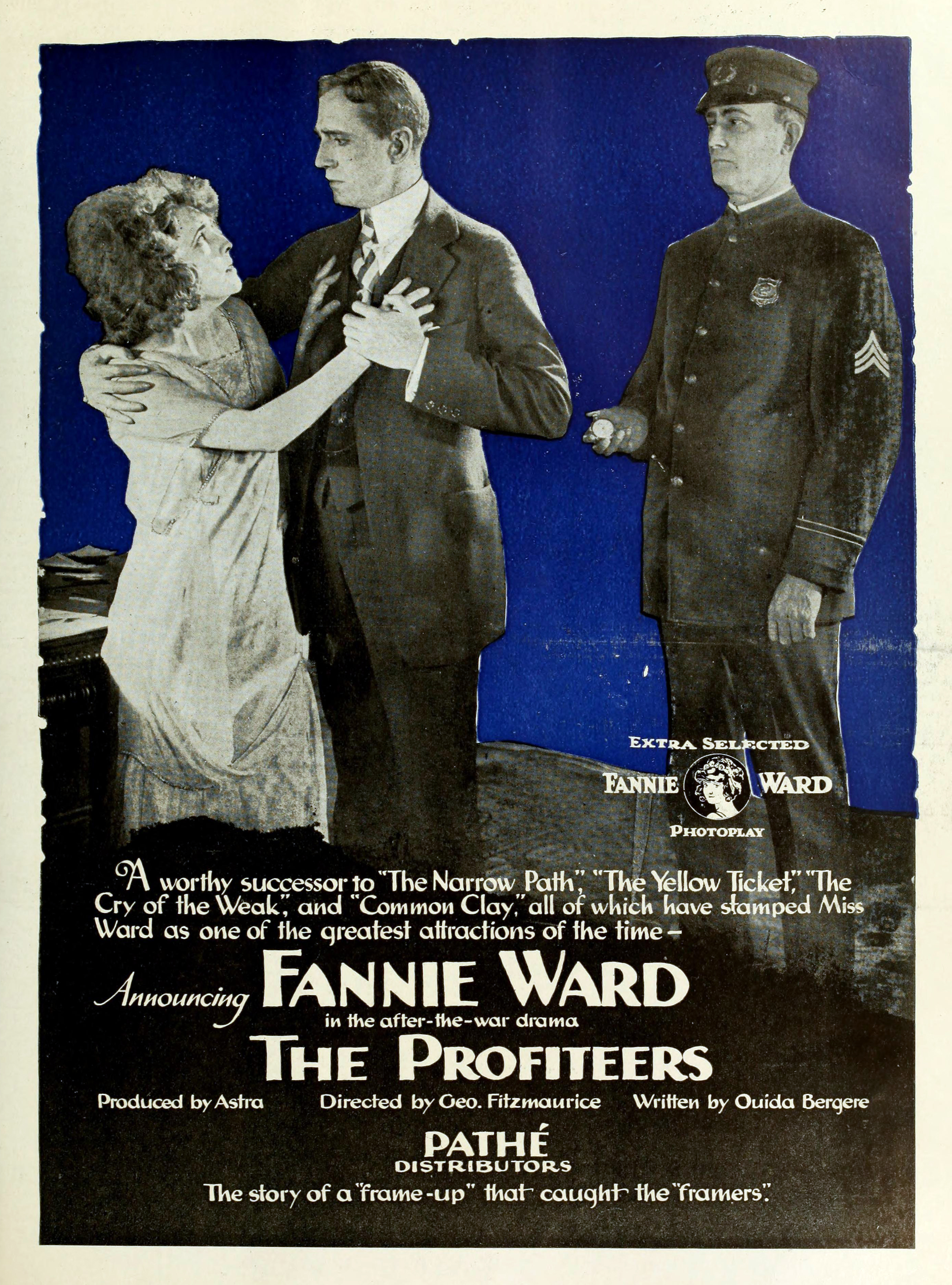
The Profiteers, 1919

- 1915 : The Marriage of Kitty (en) de George Melford : Katherine Kitty Silverton
- 1915 : Forfaiture (The Cheat) de Cecil B. DeMille : Edith Hardy
- 1916 : Tennessee's Pardner de George Melford : Tennessee
- 1916 : La Passerelle (For the Defense) de Frank Reicher : Fidele Roget
- 1916 : A Gutter Magdalene de George Melford : Maida Carrington
- 1916 : Chaque perle, une larme (Each Pearl a Tear) de George Melford : Diane Winston
- 1916 : Witchcraft de Frank Reicher : Suzette
- 1916 : The Years of the Locust de George Melford : Lorraine Roth
- 1917 : Betty to the Rescue de Frank Reicher :
- 1917 : The Winning of Sally Temple de George Melford : Sally Temple
- 1917 : A School for Husbands de George Melford : Lady Betty Manners
- 1917 : Unconquered de Frank Reicher : Mrs. Jackson
- 1917 : Her Strange Wedding de George Melford : Coralie Grayson
- 1917 : The Crystal Gazer de George Melford : Rose Jorgensen/Rose Keith/Norma Dugan
- 1917 : On the Level de George Melford : Merlin Warner, alias Mexicali May
- 1918 : Innocent de George Fitzmaurice : Innocent
- 1918 : The Yellow Ticket de William Parke : Anna Mirrel
- 1918 : Le Rossignol japonais (A Japanese Nightingale) de George Fitzmaurice : Yuki
- 1918 : The Narrow Path (en) de George Fitzmaurice : Marion Clark
- 1919 : The Only Way
- 1919 : Common Clay (en) de George Fitzmaurice : Ellen Neal
- 1919 : The Cry of the Weak (en) de George Fitzmaurice : Mary Dexter
- 1919 : The Profiteers de George Fitzmaurice : Beverly Randall
- 1919 : Our Better Selves (en) de George Fitzmaurice : Loyette Merval
- 1920 : Le Secret du Lone Star de Jacques de Baroncelli :
- 1921 : La Rafale de Jacques de Baroncelli : Hélène

## Source
- (en) Cet article est partiellement ou en totalité issu de l’article de Wikipédia en anglais intitulé « Fannie Ward » (voir la liste des auteurs).